# سنغوارث (مقاطعة تشالوس)
سنغوارث (بالفارسية: سنگ‌وارث) هي قرية تقع في قسم كلارستاق الغربي الريفي (مقاطعة تشالوس) في إيران. يقدر عدد سكانها بـ 957 نسمة .